# کوچه (معماری سنتی ایرانی)

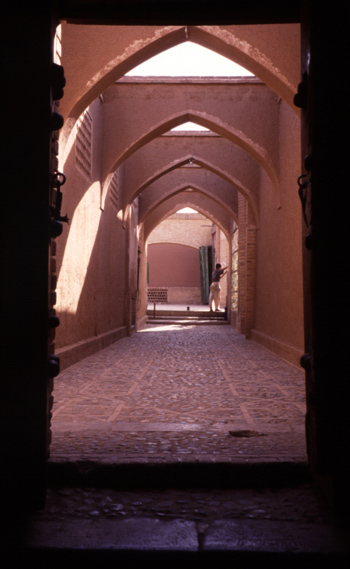
یک کوچه در کاشان. درونشد خانه طباطبایی‎ها که رو به کوچه باز می‌شود

کوچه در معماری سنتی ایران یک کوچه یا راه باریکی برای گذر است به گونه‌ای ویژه‌ای طراحی شده است. هنوز در بسیاری از شهرهای ایران این نوع کوچه‌ها دیده می‌شوند.
پیش از دوره مدرنیزاسیون ایران، کوچه‌های شهرهای کهن ایران با چنین مسیرهای باریک و پرپیچ و تابی آمیخته شده بود که عمدتاً با دیوارهای بلند و بالا و مصالحی چون خشت و آجر و گهگاه با سقفهایی در بازه‌های معین ساخته شده بودند. این گونه از طراحی شهری که در ایران قدیم عرصه همگانی و عمومی به شمار می‌رفت ریختی بهینه از معماری کویری است که از گسترش بیابان پیشگیری کرده و اثرات منفی ناشی از توفان شن را کمینه می‌سازد. این نوع طراحی همچنین سایه‌ساری روزهای آفتابی را بیشینه می‌سازد و نیز مصالح را از گزند سرمای سخت زمستان محفوظ نگه می‌دارد.

## بن‌مایه
- مشارکت‌کنندگان ویکی‌پدیا. «Kucheh». در دانشنامهٔ ویکی‌پدیای انگلیسی، بازبینی‌شده در ۲۰ دسامبر ۲۰۲۰.